# Luiz Mancilha Vilela
Dom Luiz Mancilha Vilela, né le 5 mai 1942 à Pouso Alegre (Minas Gerais) au Brésil et mort le 23 août 2022 à Vitória (Espírito Santo), est un archevêque catholique brésilien, archevêque de Vitória de 2002 à 2018.